# Aichi B7A Ryusei
L'Aichi B7A Ryusei (愛知 B7A 流星) est un avion biplace de bombardement en piqué et de torpillage japonais de la Seconde Guerre mondiale, baptisé Grace par les Alliés.

## Origine

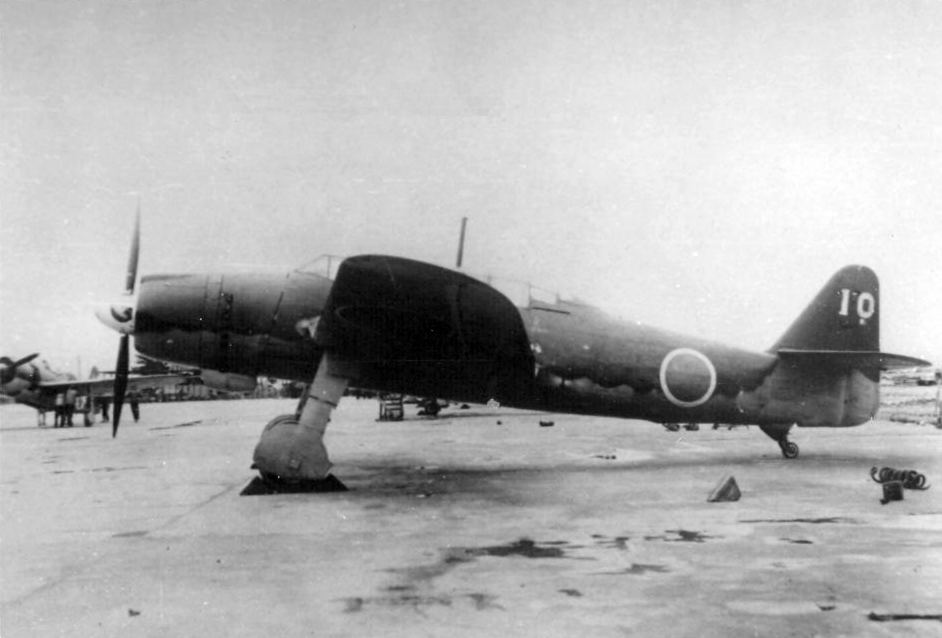
Un Aichi B7A Ryusei capturé en 1945.

En 1941 la Marine impériale japonaise émit une fiche programme (16-shi) pour un avion embarqué d’attaque capable de remplacer deux appareils dont les essais commençaient à peine, le bombardier-torpilleur Nakajima B6N Tenzan et le bombardier en piqué Yokosuka D4Y Suisei. Le département aéronautique d’Aichi Tokei Denki Seizo Co dessina un appareil très ambitieux, gros monoplan métallique à aile médiane tracté par un moteur 18 cylindres en double étoile, le Nakajima NK9C Homare, entraînant une hélice quadripale à vitesse constante. La voilure en W très aplati permettait de réduire la longueur des jambes du train principal escamotable, tout en assurant une garde confortable à l’hélice. Cet appareil avait une capacité d’emport de 800 kg, donc identique à celle de ses prédécesseurs, mais disposait d’une soute ventrale capable de recevoir 2 bombes de 250 kg, alors que tous les autres monomoteurs japonais ne pouvaient emporter qu’une seule bombe de ce type, en charge externe.

## Développement
Le premier des 9 prototypes Aichi AM-23 prit l’air en mai 1942, tracté par un Nakajima NK9B Homare 11 développant 1 800 ch au décollage et 1 440 ch à 1 800 m. On constata rapidement que, malgré son poids et sa taille, ce biplace en tandem affichait des performances et une maniabilité remarquable : Atteignant 566 km/h, il était aussi rapide (et aussi maniable) que le Mitsubishi A6M Zero. Et s’il rendait 45 km/h au chasseur Grumman F6F Hellcat, il possédait une autonomie et une charge utile comparables à celles du Grumman TBF Avenger. Mais en raison de problèmes de mise au point du moteur, le B7A ne put entrer en service qu’au milieu de l’année 1944, bien trop tard pour avoir un impact significatif sur l’évolution du conflit dans le Pacifique. De plus un important séisme détruisit l’usine Aichi de Funakata en mai 1945.

## Production
- Aichi B7A1 Ryusei : 9 prototypes (Aichi AM-23) sortis de l'usine de Funakata entre mai 1942 et février 1944, moteur Nakajima NK9B Homare 11 de 1 800 ch au décollage.
- Aichi B7A2 Ryusei : 80 appareils de série sortis de l'usine de Funakata entre mai 1944 et juillet 1945 et 25 exemplaires construits par Dai-Nijuichi Kaigun Kokusho à Omara (Sasebo) entre avril 1944 et août 1945. Ce modèle recevait un moteur Nakajima NK9C Homare 12 de 1 825 ch au décollage (1 670 ch à 2 400 m). Un seul exemplaire a reçu à titre expérimental un moteur Nakajima NK9H-S Homare 23 de 2 000 ch au décollage (1 570 ch à 6 850 m).
- Aichi B7A3 Ryusei : Cette nouvelle version devait recevoir un moteur Mitsubishi MK9A (Ha-43-11) développant 2 200 ch au décollage et 1 930 ch à 5 000 m.

## En service
Au moment où le Ryusei entra en service la Marine impériale ne disposait plus de porte-avions capables de recevoir ce type d'avion. L'Aichi B7A fut donc utilisé depuis des bases à terre (752e Kokutai et Kokutai Yokosuka du Service aérien de la Marine impériale japonaise). Cette machine qui aurait été un redoutable adversaire pour l’US Navy fut donc largement consumée dans des attaques kamikazes.

## Exemplaire survivant

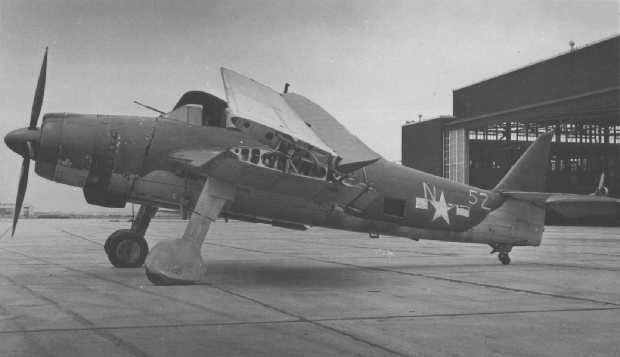
Le B7A capturé en 1946.

Un Aichi B7A capturé par les forces américaines fut soumis aux tests de l’ATAIU-SEA, une unité américano-britannique analysant les avions japonais en Asie du Sud-Est, en 1946. Cet appareil fut ensuite cédé à la Smithsonian Institution et attend aujourd'hui [Quand ?] d'être restauré dans un entrepôt du Maryland pour être exposé au National Air and Space Museum. C’est le seul exemplaire existant au monde.